# Eduard Molner i Closas
Eduard Molner i Closas és professor universitari, creador escènic i escriptor. Doctor en Història Contemporània per la Universitat de Barcelona, ha estat el cap d’estudis del Grau en Arts Escèniques de la Universitat de Girona (Escola Universitària ERAM), càrrec des del qual va organitzar i desplegar aquests estudis. Ha estat comissari amb Xavier Albertí de l’exposició «Paral·lel 1894-1939», que es va poder veure al Centre de Cultura Contemporània de Barcelona (2012-2013), i que va merèixer el Premi de l’Associació de Crítics d’Art de Catalunya 2013 i un Aplaudiment FAD Sebastià Gasch 2013.
És autor del llibre Sala Beckett 20 anys (2009, Sala Beckett) i és coautor també del llibre Carrer i escena. El Paral·lel 1892-1939 (2012, Viena edicions i Ajuntament de Barcelona). L’any 2019 va rebre el I Premi Teresa Cunillé a la recerca teatral, per l’estudi Baixant de la Font del Gat o la Marieta de l’ull viu, un exemple d’èxit del Paral·lel de la dècada dels vint, integrat en el volum que teniu a les mans. Ha co-dirigit l’equip de Barcelona – Girona (ERAM – UdG) del projecte de recerca internacional Pleasurescapes Port Cities. Transnational Forces of Integration, dotat amb fons europeus, al voltant de la cultura popular en ciutats portuàries europees. Ha col·laborat habitualment en el suplement Cultura-s de La Vanguardia i en diverses publicacions. També ha centrat la seva atenció en el desplegament de la consciència en el camp de les arts escèniques.